# 校外学習

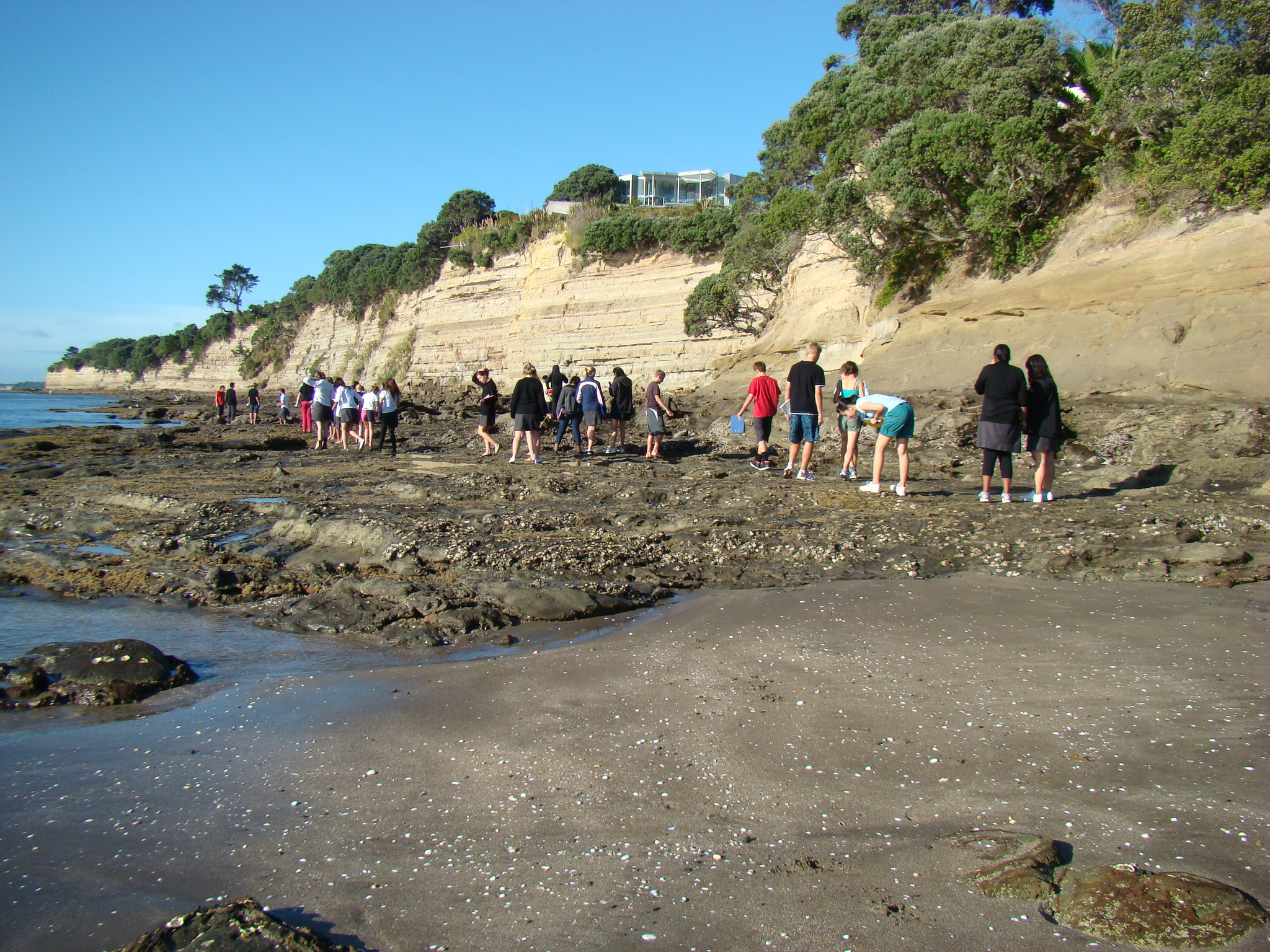
海岸の生物学の学生たち（ニュージーランド・トーベイ、ワイアケビーチ）

校外学習（こうがいがくしゅう）は、学校において、学校の外でおこなわれる学習の形態である。

## 日本における校外学習
児童・生徒が実地で見学や体験などをおこなうことを目的として、外部施設等に出かけて学習する。生活科・社会科・理科・体育などの授業の一環として、または特別活動や総合的な学習の時間の一環として実施される。一般的には、1時限～日帰りの短い外出を指し、宿泊研修・林間学校・臨海学校・職場体験学習・修学旅行などの宿泊を伴う長期の校外学習とは区別される。また、学校行事としてではなく、校外学習を組み込んだ1日間の校外学習は遠足と表面上呼び習わされることがある。
机上の学習よりも見学によって理解を深められ、生徒の精神を刺激し、関心を高めることが期待される事象に対して実施される。

### 主な校外学習
小学校1・2年生では、生活科の学習が実施される。学校周辺の校区の特徴を見出したり、動植物の採集を実施したりする。特に、自然分野では「四季の移り変わり」を体験的に発見するため、季節ごとに同じ場所での自然観察や動植物採集が行われる。特に初夏の川の探検→メダカ・オタマジャクシの飼育や、秋の紅葉・ドングリ採集→工作への流れは多く採用されている。社会分野では、特に2年生では商店街調査や公共交通機関の乗車体験が実施される。
3年生・4年生になると、社会科・理科・総合学習が始まり、調査対象も広がる。公民館・図書館・消防署・警察署などの公共施設が対象となる。商店では店頭のみならず調理場や倉庫などのラインに立ち入ることもある。総合学習では環境学習への取り組みが始まることもあり、自然分野での学習活動も多くなる。
5年生・6年生では、田植えから稲刈りまでの米作りをはじめとした生産活動、歴史分野での郷土史跡探訪、地理分野での工場見学などが積極的に実施される。また、高学年としての社会性を育成することを目的に、清掃活動や啓発活動なども行われる。総合学習では福祉分野が取り上げられることもあり、町のバリアフリー調査や障害者・高齢者疑似体験なども校外で行われることがある。
中学生では小学校までの体験的な活動は減少するが、社会への貢献・参加を目的に、緑化活動や職場調査などの幅広い活動が行われる。

### 事前指導・事後指導
単なる活動に終わらせないために、日常的な座学にどう関連付けていくのかが、学習効果に大きく影響していく。あらかじめ観点を明確化し、何を見、何をするかを学習者に知らしめることが重視される。質問事項を準備しておくことや、調査法・準備物をリストアップしておくことが事前指導の大きなポイントである。一方、事後のまとめ方や、見学先への感謝状の作成など、事後指導も必要である。

### 留意点
安全確保とマナーの遵守が必要である。徒歩移動の場合は交通ルールの徹底遵守が必要である。同様に、見学先の下見によって危険回避を計ることが指導者に求められる。特に、川や海をフィールドとした場合は入念な危険回避が必要で、低学年を対象とした校外学習では、保護者に立哨ボランティアを要請することもある。それでも、落石やスズメバチの襲撃などの事故は根絶できていない。
マナーの面では慎重な配慮を要する。公共交通機関を利用する場合、大声の私語や席取りなどの苦情が多い。工場でふざけて商品を破損したり、ごみ処理場や下水処理場などで従業員の心象を害する言葉を発したりする児童・生徒も多く、以後の見学を拒否する事業所も一部ある。部外者が忘れがちなのが、企業秘密とされる製法や製造機械への配慮で、多くの工場が写真撮影を禁じている。

## 欧米における校外学習
イギリスでは学校教育の見直しにより、何を学ぶかだけでなく、どう学ぶか、どこで学ぶか、学びの方法と場所も重要視されるようになった。その結果、新たな教育政策として「教室の外での学習（Learning Outside the Classroom (LOtC)）」が打ち出された。また、イギリスでは野外教育活動で児童が死亡する事故が発生したことから安全面への配慮として各学校に教育的訪問コーディネーター（Educational Visit Coordinator: EVC）の配置を推奨している。教育的訪問コーディネーターは遠足や野外教育センターでの宿泊体験といった校外学習についてリスクアセスメントや学外機関との連絡調整を行う職である。